# Lophopoeum freudei
Lophopoeum freudei là một loài bọ cánh cứng trong họ Cerambycidae.